# ガブリエラ・チルミ
ガブリエラ・チルミ（Gabriella Cilmi、1991年10月10日 - ）は、オーストラリアメルボルン出身のシンガーソングライター。
2008年4月に発売されたデビューシングル『スウィート・アバウト・ミー』で、同年のARIAミュージック・アワードでシングル・オブ・ザ・イヤーや女性アーティスト・オブ・ザ・イヤーを受賞している。
デビューアルバムの『レッスンズ・トゥ・ビー・ラーンド』は日本を含む世界各国で発売された。